# Opatství Keur Moussa
Opatství Keur Moussa je benediktinský klášter kongregace Solesmes, nacházející se poblíž Dakaru hlavního města Senegalu. Založen byl roku 1961 a opatstvím se stal roku 1984. Roku 2000 měla klášter 26 mnichů, pod vedením opata Fr. Philippa Champetiera de Ribes Christofle.

## Historie
Roku 1961 devět francouzských mnichů z kláštera Solesmes odešlo do Senegalu, aby zde založili klášter. Ve středu převážně islámské země založili mniši komunitu, jejímž cílem je umožnit křesťanům příležitost podílet se na benediktinském životě modlitby a práce.
Roku 1984 klášter dosáhl plné autonomie a 30. ledna se stal opatstvím. Prvním opatem se stal otec Philippe Champetier de Ribes Christofle. O dva roky později byl vysvěcen klášterní kostel. V roce 2000 se novým opatem stal Ange-Marie Niouky, který vede klášter dodnes.

## Apoštolská práce
Mniši se primárně zabývají zemědělskou prací. Zavlažování umožnilo pěstování různých druhů ovoce (grapefruitů, pomerančů, citrónů, manga a banánů) a také zeleniny. Mniši se také živí výrobou kozího sýra, kory a CD nahrávek.
Od založení jejich komunity podporují místní muslimskou populaci, poskytováním zdravotní péče a distribucí jídla potřebným.

## Komunita
Původně bylo devět mnichů z Francie. Roku 1998 mělo asi 40 členů včetně noviců, postulantů a kandidátů.
Roku 2000 měla komunita 26 mnichů a z toho 12 kněží.